# Virgin (Virgin)
Virgin è il primo album del gruppo musicale polacco Virgin, pubblicato nel 2002 dalla Universal Music Polonia.

## Tracce
1. Dzieci ziemi - 3:40
2. 9 życzeń - 2:42
3. To ty - 3:44
4. Nie złość Dody - 3:37
5. Nie tak - do mnie mówi się! - 3:29
6. Nie odpowiadaj - 3:34
7. Na niby - 2:26
8. Masz jeszcze czas - 2:54
9. Czekam - 1:47
10. Punkowy - 1:37
11. Mam tylko ciebie - 3:18
12. Sława - a za co to? - 2:54
13. Material Girl - 2:26
14. Będę dziś szalona - 3:01
15. Sagan Ohm Warr - 2:53
16. To ty - 4:02